# Asceptrulum axialis
Asceptrulum axialis är en svampdjursart som beskrevs av Duplessis och Henry M. Reiswig 2004. Asceptrulum axialis ingår i släktet Asceptrulum och familjen Farreidae. Inga underarter finns listade i Catalogue of Life.